# FC Triesen
Der FC Triesen ist der Fussballverein der Liechtensteiner Gemeinde Triesen. Er wurde 1932 gegründet. Mit acht Siegen im Liechtensteiner Fussball Cup ist der FC Triesen nach dem FC Vaduz und dem FC Balzers der dritterfolgreichste Verein des Landes. Der Verein hat 356 Mitglieder, die Vereinsfarben sind Blau und Weiss. Die Männermannschaft des FC Triesen spielt momentan in der 3. Schweizer Liga, die Frauen in der 1. Liga. Derzeit wird die 1. Mannschaft von Marco Rothmund trainiert.

## Geschichte

### Vereinsgründung
Während Fussball in Europa im ersten Viertel des 20. Jahrhunderts längst ein populärer Sport war, existierte Liechtenstein auf der Fussball-Landkarte noch nicht. Erst zu Beginn der Dreissigerjahre kam es, inspiriert durch die schweizerische Nachbarschaft, zu den ersten Vereinsgründungen. Der Startschuss für den einheimischen Fussball fiel dabei 1932, als sowohl der FC Triesen, der FC Vaduz und auch der FC Balzers gegründet wurden.
Offizieller Geburtstag des FC Triesen ist der 5. Juni 1932. An diesem Sonntag trafen sich im Gasthaus Schäfle 18 junge Männer zur Gründungsversammlung des Vereins, dessen Zweck sie in den Statuten mit „Pflege des Fussballsports und der Geselligkeit“ umschrieben. Erster Präsident war Flori Kindle (1907–1994), der in der Folge dieses Amt 21 Jahre lang ausübte und zudem 23 Jahre Präsident des LFV war.
Schon eine Woche vor der Vereinsgründung hatten sich die Triesner zu einem Freundschaftsspiel mit den Fussballern aus Balzers getroffen. Gespielt wurde am 29. Mai 1932 bei strömendem Regen auf einer Wiese im Hälos und die Triesner siegten mit 3:1 Toren. Als erster Torschütze in der Geschichte des FC Triesen zeichnete Hans Miller verantwortlich. Hans Miller, Jahrgang 1915, 2008 verstorben, war das letzte lebende Gründungsmitglied des Vereins. Insgesamt bestritt der FC Triesen in seinem ersten Jahr 18 Freundschaftsspiele und nahm zudem am „1. Tournier der liechtensteinischen Fussballvereine“ am 15. August 1932 in Vaduz teil. Von diesem Anlass stammt auch das älteste Foto der 1. Mannschaft, auf welchem zwölf der 18 Vereinsgründer abgebildet sind.
Schon bald nach der Vereinsgründung war der FC Triesen in der Lage, ein Reserveteam zu stellen und noch im ersten Vereinsjahr kam sogar schon eine Jugend-Mannschaft hinzu. Voller Stolz liess der Vorstand in der Zeitung verlauten, dass der Verein am 23. Oktober erstmals mit allen seinen drei Teams gleichzeitig im Einsatz stand.

### Erster liechtensteinischer Fussballmeister
In sportlicher Hinsicht war die erste Saison für den FC Triesen sehr erfolgreich. Die 1. Mannschaft schaffte in der Meisterschaft den 3. Platz und wurde zudem allererster liechtensteinischer Fussballmeister. Dazu kam es, weil die einheimischen Vereine nicht nur dem Schweizer Fussballverband angeschlossen waren, sondern zugleich auch beim St. Gallischen Kantonalen Fussballverband. Dort bildeten die FL-Teams eine eigene Gruppe, die ihre Meisterschaft zwischen dem 18. März und dem 6. Mai 1934 austrug. An einer gemeinsamen Sitzung wurde beschlossen, dass der Gruppensieger dieser Meisterschaft Liechtensteiner Meister sei. Triesen schaffte dies 1934, 1935 und 1937. Danach fand diese Form der internen FL-Meisterschaft nicht mehr statt, da alle Vereine des Landes aus dem St. Galler Verband ausgetreten waren.

## Stadion

### Bau der Blumenau
Mit dem Spielfeld, das der junge Fussballclub draussen im Hälos zwischen Triesen und Balzers hatte, war wohl niemand glücklich. Schon zu Beginn des zweiten Vereinsjahres pachtete der Verein von Schäflewirt Xaver Beck daher die Hälfte seiner Bünt hinter dem Wirtshaus und von der Gemeinde den für ein Spielfeld noch fehlenden Rest. Dieser Rest hatte es allerdings in sich, denn es handelte sich um so genannte Krottalöcher, die erst nach enormen Abtragungen, Ausebenungen und Drainagen zu einer tauglichen Fläche gemacht werden konnten. Bis der Platz fertig bespielbar war, mussten jedem Vereinsmitglied zwischen 60 und 100 Stunden Frondienst aufgeladen werden.

## Erfolge
- Liechtensteiner Cup (8): 1946, 1947, 1948, 1950, 1951, 1965, 1972, 1975